# 西海岸大道
西海岸大道（简称“WCE”）是马来西亚半岛西海岸的一条高速公路，由北部的霹雳州太平章卡遮令连接至南部的雪兰莪州瓜拉冷岳万津，全长233公里。该大道于2014年5月开始施工，目前已完成90%工程，预料将在2022年建成，比原定完成日期延迟了2年。于2019年5月开放部分道路通行。
西海岸大道由马来西亚公共工程部（JKR）和特许经营商WCE控股公司的子公司西海岸大道有限公司（West Coast Expressway Sdn Bhd）联合开发。西海岸大道有限公司拥有该大道特许经营权，收费期限为50年。

## 大道特征

### 交通枢纽
西海岸大道纵贯霹雳和雪兰莪两州，全线设有21个交通枢纽，当中11个在霹雳州内，10个在雪兰莪州内。

### 路线
該大道在霹雳州内，將從章卡遮令大道收費站开始，沿途可通往直弄、章吉遮令、木威、江沙、莫珍歪、士布爹、巴力、曼絨、實兆遠、新邦安拔、安順等。
在雪兰莪州，該大道有部分路段順著滨海一帶，途经沙白安南、大港、适耕庄、丹绒加弄、瓜拉雪兰莪、巴生、中路、莎阿南、斯里安達拉斯、萬津等，最后直抵万津皇冠城。

### 銜接大道
西海岸大道辅助南北大道北段，为旅客提供另一条纵贯高速公路，并且衔接多條大道，当中包括南北大道、南巴生谷大道（SKVE）、新巴生河流域大道（NKVE）、新北巴生海峡大道、吉隆坡－瓜拉雪兰莪大道（LATAR）和莎亚南大道（KESAS）等。

## 未来发展
马来西亚政府正在探讨将西海岸大道从雪兰莪万津延伸至柔佛振林山。